# Uperoleia laevigata
Az Uperoleia laevigata a kétéltűek (Amphibia) osztályának békák (Anura) rendjébe, a Myobatrachidae családba, azon belül az Uperoleia nembe tartozó faj.

## Előfordulása
Ausztrália endemikus faja. Elterjedési területe Ausztrália keleti része, a Queensland állambeli Conondale/Blackall hegyvonulattól egészen Victoria állam keleti feléig. Elterjedési területének mérete nagyjából 442 200 km².

## Megjelenése

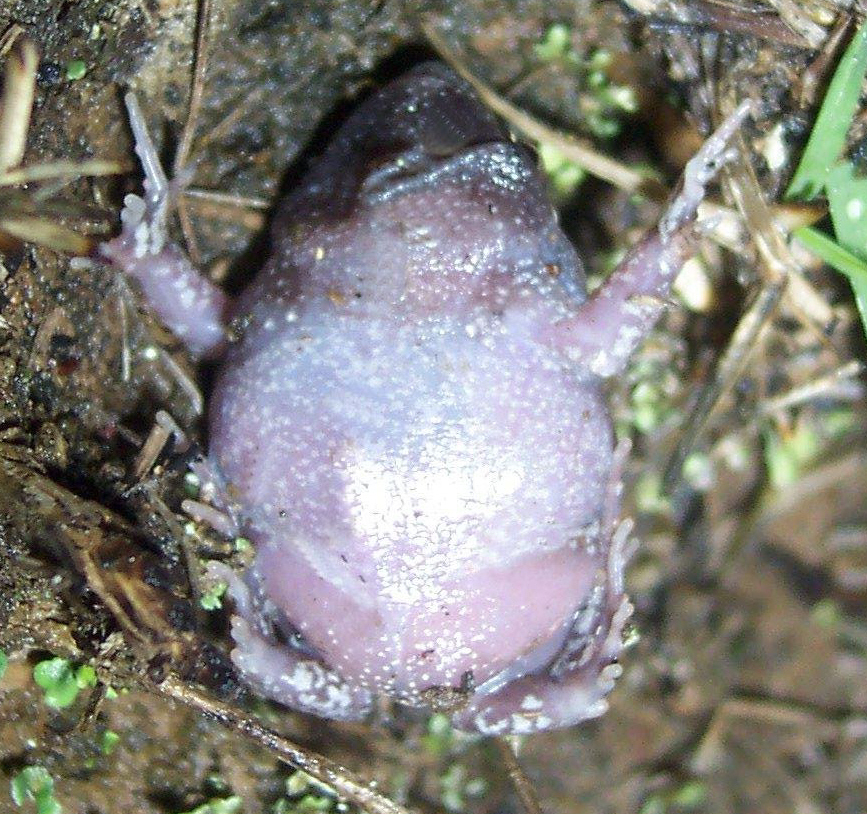
Hasi oldala

Kis termetű békafaj, testhossza elérheti a 3 cm-t. Háta sötét- vagy világosbarna, sötétebb foltokkal. Fején egy világos háromszög alakú folt, szemei között pedig egy sötét, vízszintes sáv található. A karok felső része a vállnál halványsárga vagy barna. A hasa halvány rózsaszín-fehér, fehér foltokkal; a hímek torka fekete. Az ágyék és a combok hátsó része élénkpiros. Pupillája csaknem kerek, a szivárványhártya aranyszínű. Ujjai között úszóhártya van, ujjai végén nincsenek korongok. A parotoid mirigyek nagy méretűek és bana színűek.

## Életmódja
Az év bármely szakában, eső után szaporodik. A petéket a nőstény egyenként rakja állandó tavakban a vízfelszín alatt. Az ebihalak hossza elérheti a 4,5 cm-t, arany vagy barna színűek, fekete foltokkal. Gyakran a víztestek alján maradnak, és körülbelül három-négy hónapig tart, amíg békává fejlődnek.

## Természetvédelmi helyzete
A vörös lista a nem fenyegetett fajok között tartja nyilván. Populációja csökkenő tendenciát mutat, több természetvédelmi területen is megtalálható.